# Лепельське благочиння
Лепельське благочиння, Лепельська благочинна округа — округа у Вітебській і Оршанській єпархії Білоруської православної церкви. Об'єднує приходи Лепельського району Вітебської області.

## Церкви та парафії
1. Церква на честь ікони Божої Матері «Невипивана Чаша» (Барівка)
2. Церква на честь ікони Божої Матері Мінської (Домжариці)
3. Церква (Заслонове)
4. Свято-Георгіївська церква (Камінь)
5. Молитовний дім (Камінь)
6. Свято-Володимирська церква (Лепель)
7. Свято-Георгіївська церква (Лепель)
8. Молитовний дім у ЦРБ (Лепель)
9. Свято-Параскева-П'ятницька церква (Лепель)
10. Спасо-Преображенська церква (Лепель)
11. Церква на честь Різдва Христового (Лепель)
12. Свято-Миколаївська церква (Макарівщина)
13. Свято-Вознесенська церква (Пишно)
14. Свято-Кузьма-Дем'янівська церква (Слобода)
15. Церква (Стаї)
16. Церква Святої Варвари (Чарейщина)
17. Церква в ім'я святого преподобного Сергія Радонезького (Юрковщина)